# Liste des initiatives populaires fédérales en Suisse
Cette page recense les initiatives populaires fédérales déposées en Suisse,. L'ordre présenté est celui de la date de dépôt.

## Généralités
La possibilité d'effectuer une révision partielle de la Constitution fédérale existe depuis 1891.
Les demandes sont déposées à la Chancellerie fédérale.

## Tableau
| Titre | Date de dépôt      | Statut  | Comité                                                                 | Date votation     | Oui            | Non            |
| --- | ------------------ | ------- | ---------------------------------------------------------------------- | ----------------- | -------------- | -------------- |
| « Interdiction d'abattre le bétail de boucherie sans l'avoir préalablement étourdi » | 15 septembre 1892  | O       | ad hoc                                                                 | 22 décembre 1893  | 60,1 (13)      | 39,9 (12)      |
| « Droit au travail » | 29 août 1893       | N       | PSS                                                                    | 3 juin 1894       | 19,8 (0)       | 80,2 (25)      |
| « Tendant à faire répartir, entre les cantons, une partie des recettes des douanes » | 8 avril 1894       | N       | ad hoc                                                                 | 4 novembre 1894   | 29,3 (10)      | 70,5 (15)      |
| « Sur la gratuité des soins médicaux à donner aux malades et le monopole du tabac » | 29 juin 1894       | NA      | ad hoc                                                                 |                   |                |                |
| « Élection proportionnelle pour les membres du Conseil national » | 15 mai 1899        | N       | PSS                                                                    | 4 novembre 1900   | 40,9 (12)      | 59,1 (13)      |
| « Élection du Conseil fédéral par le peuple et augmentation du nombre des membres de cette autorité » | 9 juin 1899        | N       | PSS                                                                    | 4 novembre 1900   | 35 (9)         | 65 (16)        |
| « Élection du Conseil national basée sur la population de nationalité suisse » | 28 février 1902    | N       | ad hoc                                                                 | 25 octobre 1903   | 24,4 (5)       | 75,6 (20)      |
| « Utilisation des forces hydrauliques » | 27 juin 1906       | R       | ad hoc                                                                 |                   |                |                |
| « Interdiction de l'absinthe et révision correspondante de l'article 31b » | 31 janvier 1907    | O       | ad hoc                                                                 | 7 octobre 1908    | 63,5 (13)      | 36,5 (2)       |
| « Élection proportionnelle du Conseil national » | 25 juin 1909       | N       | PSS                                                                    | 23 octobre 1910   | 47,5 (14)      | 52,5 (11)      |
| « Référendum facultatif en matière de traités internationaux » | 11 juin 1913       | O       | ad hoc                                                                 | 16 avril 1921     | 71,4 (23)      | 28,6 (2)       |
| « Élection proportionnelle du Conseil national » | 13 août 1913       | O       | PSS                                                                    | 13 octobre 1918   | 66,8 (23)      | 33,2 (3)       |
| « Interdiction des maisons de jeu » | 3 juillet 1914     | O       | ad hoc                                                                 | 16 avril 1921     | 55,3 (15)      | 44,7 (10)      |
| « Suppression de la justice militaire » | 8 août 1916        | N       | PSS                                                                    | 30 janvier 1921   | 33,6 (3)       | 66,4 (22)      |
| « Introduction de l'impôt fédéral direct » | 17 juillet 1917    | N       | PSS                                                                    | 2 juin 1918       | 45,9 (9)       | 54,1 (16)      |
| « Arrestation des citoyens suisses qui compromettent la sûreté intérieure du pays » | 30 juillet 1919    | N       | ad hoc                                                                 | 18 février 1923   | 11 (0)         | 89 (25)        |
| « Assurance invalidité, vieillesse et survivants (Initiative Rothenberger) » | 17 janvier 1920    | N       | PSS                                                                    | 24 mai 1925       | 42 (7)         | 58 (18)        |
| « Acquisition de la nationalité suisse Expulsion d'étrangers » | 6 mars 1920        | N       | ad hoc                                                                 | 11 juin 1922      | 15,9 (0)       | 84,1 (25)      |
| « Éligibilité des fonctionnaires fédéraux au Conseil national » | 25 juin 1921       | N       | ad hoc                                                                 | 11 juin 1922      | 38,4 (6)       | 61,6 (19)      |
| « Prélèvement d'un impôt unique sur la fortune » | 16 septembre 1921  | N       | PSS                                                                    | 3 décembre 1922   | 13 (0)         | 87 (25)        |
| « Contre l'eau-de-vie » | 10 novembre 1921   | N       | ad hoc                                                                 | 12 mai 1929       | 32,7 (1)       | 67,3 (24)      |
| « Réforme de l'administration fédérale, chemins de fer fédéraux y compris » | 14 mars 1922       | NA      | ad hoc                                                                 |                   |                |                |
| « Pour la garantie des droits populaires dans la question douanière » | 22 mars 1922       | N       | PSS                                                                    | 15 avril 1923     | 26,8 (1)       | 73,2 (24)      |
| « Approvisionnement du pays en blé », | 16 octobre 1926    | N       | ad hoc                                                                 | 3 mars 1929       | 2,7 (0)        | 97,3 (25)      |
| « Maintien des kursaals » | 10 novembre 1926   | O       | ad hoc                                                                 | 14 mars 1929      | 51,9 (16)      | 48,1 (9)       |
| « Législation sur la circulation routière » | 11 octobre 1927    | N       | ad hoc                                                                 | 12 mai 1929       | 37,2 (4)       | 62,8 (21)      |
| « Interdiction des décorations [militaires] » | 21 juillet 1928    | R       | ad hoc                                                                 |                   |                |                |
| « Aide aux vieillards et survivants » | 30 novembre 1931   | R       | Catholiques-conservateurs                                              |                   |                |                |
| « Impôt de crise fédérale extraordinaire » | 9 avril 1933       | R       | USS                                                                    |                   |                |                |
| « Développement des routes alpestres et de leurs voies d'accès » | 15 mai 1934        | R       | ad hoc                                                                 |                   |                |                |
| « Révision totale de la constitution » | 5 septembre 1934   | N       | ad hoc                                                                 | 8 septembre 1935  | 27,7 (-)       | 72,3 ()        |
| « Protection de l'armée et agents provocateurs étrangers » | 3 octobre 1934     | R       | ad hoc                                                                 |                   |                |                |
| « Interdiction des sociétés franc-maçonniques » | 31 octobre 1934    | N       | ad hoc                                                                 | 28 novembre 1937  | 31,3 (1)       | 68,7 (24)      |
| « Pour combattre la crise économique et ses effets » | 30 novembre 1934   | N       | PSS et USS                                                             | 2 juin 1935       | 42,8 (6)       | 57,2 (19)      |
| « Pour la sauvegarde des droits du peuple en matière fiscale » | 29 décembre 1934   | R       | ad hoc                                                                 |                   |                |                |
| « Mesures visant à soustraire les chemins de fer fédéraux aux influences politiques » | 12 mars 1935       | R       | ad hoc                                                                 |                   |                |                |
| « Concernant la liberté de la presse » | 31 mai 1935        | D       |                                                                        |                   |                |                |
| « Impôt fédéral sur les vins et cidres du pays » | 8 juillet 1935     | R       | ad hoc                                                                 |                   |                |                |
| « Pour la sauvegarde des droits constitutionnels des citoyens (extension de la juridiction constitutionnelle) » | 26 juin 1936       | N       | ad hoc                                                                 | 22 janvier 1939   | 28,9 (0)       | 71,1 (25)      |
| « Contre la clause d'urgence et pour la sauvegarde des droits démocratiques populaires » | 11 septembre 1936  | N       | ad hoc                                                                 | 20 février 1938   | 15,2 (0)       | 84,8 (25)      |
| « Contre l'industrie privée des armements » | 14 janvier 1937    | N       | ad hoc                                                                 | 20 février 1938   | 11,5 (0)       | 73,2 (25)      |
| « Concernant un programme national de création d'occasions de travail » | 24 mars 1937       | R       | PSS et USS                                                             |                   |                |                |
| « Concernant la révision du régime de l'alcool » | 29 décembre 1937   | N       | ad hoc                                                                 | 9 mars 1941       | 40,2 (-)       | 59,8 ()        |
| « Atteintes aux droits démocratiques (clause d'urgence) » | 11 février 1938    | R       | PSS et USS                                                             |                   |                |                |
| « Concernant la réglementation constitutionnelle du droit d'urgence » | 7 avril 1938       | R       | Alliance des Indépendants                                              |                   |                |                |
| « Organisation du transport des marchandises » | 4 mai 1938         | R       | ad hoc                                                                 |                   |                |                |
| « Assurance-chômage » | 8 août 1938        | R       | USS                                                                    |                   |                |                |
| « Élection du Conseil fédéral par le peuple et augmentation du nombre des membres » | 29 juillet 1939    | N       | PS                                                                     | 25 janvier 1942   | 32,4 (0)       | 67,6 (25)      |
| « Concernant la réorganisation du Conseil national » | 10 mars 1941       | N       | Alliance des Indépendants                                              | 3 mai 1942        | 34,9 (1)       | 65,1 (24)      |
| « Protection de la famille » | 13 mai 1942        | R       | ad hoc                                                                 |                   |                |                |
| « Pour la transformation des caisses de compensation en caisses d'assurance-vieillesse et survivants » | 25 juillet 1942    | R       | ad hoc                                                                 |                   |                |                |
| « Droit au travail » | 6 mai 1943         | N       | Alliance des Indépendants                                              | 8 décembre 1946   | 19,2 (0)       | 80,8 (25)      |
| « Protection du sol et du travail par des mesures contre la spéculation » | 1er juillet 1943   | N       | ad hoc                                                                 | 1er octobre 1950  | 27 (0)         | 73 (25)        |
| « Concernant la réforme économique et les droits du travail » | 10 septembre 1943  | N       | PSS                                                                    | 18 mai 1947       | 31,2 (0)       | 68,8 (25)      |
| « Retour à la démocratie directe » | 23 juillet 1946    | O       | ad hoc                                                                 | 28 octobre 1949   | 50,7 (14)      | 49,3 (11)      |
| « Pour le retour à la démocratie directe » | 27 juillet 1946    | R       | ad hoc                                                                 |                   |                |                |
| « Participation des entreprises de droit public aux dépenses pour la défense nationale » | 21 octobre 1946    | N       | ad hoc                                                                 | 8 juillet 1951    | 32,6 (-)       | 67,4 ()        |
| « Garantie du pouvoir d'achat et du plein emploi », | 1er septembre 1949 | N       | ad hoc                                                                 | 15 avril 1951     | 12,4 (0)       | 87,6 (25)      |
| « Concernant l'impôt sur le chiffre d'affaires » | 4 avril 1950       | N       | Parti suisse du travail                                                | 20 avril 1952     | 19 (0)         | 81 (25)        |
| « Financement des armements et sauvegarde des conquêtes sociales » | 19 décembre 1951   | N       | PSS                                                                    | 18 mai 1952       | 43,7 (5)       | 56,3 (20)      |
| « Pour la protection des sites depuis la chute du Rhin jusqu'à Rheinau » | 24 février 1953    | N       | ad hoc                                                                 | 5 décembre 1954   | 31,2 (1)       | 68,8 (24)      |
| « Pour une extension des droits populaires lors de l'octroi par la Confédération de concessions pour l'utilisation des forces hydrauliques » | 24 février 1953    | N       | ad hoc                                                                 | 13 mars 1956      | 36,9 (3)       | 63,1 (22)      |
| « Concernant le vote des dépenses par l'Assemblée fédérale » | 23 septembre 1953  | R       | ad hoc                                                                 |                   |                |                |
| « Concernant la protection des locataires et des consommateurs » | 16 février 1954    | N       | USS                                                                    | 13 mars 1955      | 50,2 (8)       | 48,8 (17)      |
| « Pour la réduction temporaire des dépenses militaires » (trêve de l'armement) | 2 décembre 1954    | X       | ad hoc                                                                 |                   |                |                |
| « Pour l'introduction de l'assurance-invalidité » | 1er février 1955   | R       | PSS                                                                    |                   |                |                |
| « Contre l'abus de la puissance économique » | 3 février 1955     | N       | Alliance des Indépendants                                              | 26 janvier 1958   | 25,9 (0)       | 74,1 (25)      |
| « Pour la création d'une assurance-invalidité fédérale » | 24 mars 1955       | R       | PSS                                                                    |                   |                |                |
| « Pour l'introduction de la semaine de 44 heures » | 4 septembre 1955   | N       | Alliance des Indépendants                                              | 26 octobre 1958   | 35 (1)         | 65 (24)        |
| « Pour la réduction des impôts fédéraux » | 3 novembre 1955    | R       | ad hoc                                                                 |                   |                |                |
| « Pour la réduction de l'impôt pour la défense nationale et de l'impôt sur le chiffre d'affaires » | 14 décembre 1955   | R       | PSS                                                                    |                   |                |                |
| « Pour l'amélioration du réseau routier » | 6 février 1956     | R       | ad hoc                                                                 |                   |                |                |
| « Solidarité sociale et internationale » | 17 octobre 1956    | R       | ad hoc                                                                 |                   |                |                |
| « Pour la limitation des dépenses militaires » | 17 octobre 1956    | R       | ad hoc                                                                 |                   |                |                |
| « Sauvegarde du parc national suisse » | 9 avril 1958       | R       | ad hoc                                                                 |                   |                |                |
| « Pour l'amélioration des rentes de l'assurance-vieillesse et survivants » | 22 décembre 1958   | R       | PSS                                                                    |                   |                |                |
| « Tendant à l'institution de l'initiative législative » | 22 décembre 1958   | N       | PSS                                                                    | 22 octobre 1961   | 29,4 (0)       | 70,6 (25)      |
| « Pour l'interdiction des armes atomiques » | 29 avril 1959      | N       | ad hoc                                                                 | 1er avril 1962    | 34,8 (4)       | 65,2 (21)      |
| « Pour l'augmentation des rentes de l'assurance-vieillesse et survivants et adoption du principe de la répartition » | 22 mai 1959        | R       | ad hoc                                                                 |                   |                |                |
| « Sur le droit du peuple de décider de l'équipement de l'armée suisse en armes atomiques » | 24 juillet 1959    | N       | PSS                                                                    | 26 mai 1963       | 37,8 (5)       | 62,2 (20)      |
| « Pour la réduction de la durée du travail » | 5 avril 1960       | R       | USS                                                                    |                   |                |                |
| « Pour l'augmentation des rentes de l'assurance-vieillesse et survivants » | 21 juin 1962       | R       | ad hoc                                                                 |                   |                |                |
| « En faveur de rentes d'assurance-vieillesse et survivants et d'assurance-invalidité tenant compte du renchérissement » | 12 juillet 1962    | R       | ad hoc                                                                 |                   |                |                |
| « Relative à une réduction de l'impôt pour la défense nationale 1963/1964 » | 27 mai 1963        | R       | ad hoc                                                                 |                   |                |                |
| « Contre la spéculation foncière » | 10 juillet 1963    | N       | PSS                                                                    | 2 juillet 1967    | 32,7 (1)       | 67,3 (24)      |
| « Relative à la lutte contre l'alcoolisme » | 30 octobre 1963    | N       | Alliance des Indépendants                                              | 16 octobre 1966   | 23,4 (-)       | 76,6 ()        |
| « Contre la pénétration étrangère » | 30 juin 1965       | R       | ad hoc                                                                 |                   |                |                |
| « En faveur d'une amélioration de l'assurance-vieillesse et survivants et de l'assurance-invalidité » | 25 août 1966       | R       | ad hoc                                                                 |                   |                |                |
| « Pour le droit au logement et le développement de la protection de la famille » | 11 octobre 1967    | N       | ad hoc                                                                 | 27 septembre 1970 | 48,9 (9)       | 51,1 (16)      |
| « Sur la protection des eaux contre la pollution » | 27 octobre 1967    | R       | ad hoc                                                                 |                   |                |                |
| « Contre l'emprise étrangère » | 20 mai 1969        | N       | Action nationale                                                       | 7 juin 1970       | 46 (8)         | 54 (17)        |
| « Pour la coordination scolaire » | 1er octobre 1969   | D       | ad hoc                                                                 |                   |                |                |
| « Pour une véritable retraite populaire » | 2 décembre 1969    | N       | Parti suisse du travail                                                | 3 décembre 1972   | 15,6 (0)       | 78,6 (25)      |
| « Pour la création de pensions populaires » | 18 mars 1970       | R       | PSS                                                                    |                   |                |                |
| « Pour une meilleure assurance-maladie » | 31 mars 1970       | N       | PSS                                                                    | 8 décembre 1974   | 26,7 (0)       | 70,2 (25)      |
| « Régime moderne de prévoyance vieillesse, survivants et invalidité » | 13 avril 1970      | R       | ad hoc                                                                 |                   |                |                |
| « Pour le contrôle renforcé des industries d'armement et pour l'interdiction d'exportation d'armes » | 19 novembre 1970   | N       | ad hoc                                                                 | 24 septembre 1972 | 49,7 (8)       | 50,3 (17)      |
| « Tendant à encourager la construction de logements », | 4 février 1971     | N       | Denner                                                                 | 5 mars 1972       | 28,9 (0)       | 67,1 (25)      |
| « Contre le bang supersonique des avions civils » | 4 mars 1971        | R       | ad hoc                                                                 |                   |                |                |
| « Pour la participation des travailleurs » | 25 août 1971       | N       | USS                                                                    | 21 mars 1976      | 32,4 (0)       | 66,3 (25)      |
| « Concernant la décriminalisation de l'avortement » | 1er décembre 1971  | R       | ad hoc                                                                 |                   |                |                |
| « Pour la création d'un service civil » | 12 janvier 1972    | A       | ad hoc                                                                 |                   |                |                |
| « Assurance responsabilité civile pour les véhicules à moteurs et les cycles » | 11 avril 1972      | N       | ad hoc                                                                 | 26 septembre 1976 | 24,3 (0)       | 75,7 (25)      |
| « Nouveau régime de financement des études » | 10 mai 1972        | R       | ad hoc                                                                 |                   |                |                |
| « Contre l'emprise étrangère et le surpeuplement de la Suisse » | 3 novembre 1972    | N       | Action nationale                                                       | 20 octobre 1974   | 34,2 (0)       | 65,8 (25)      |
| « Contre la limitation du droit de vote lors de la conclusion de traités avec l'étranger » | 20 mars 1973       | N       | Action nationale                                                       | 13 mars 1977      | 21,9 (-)       | 72,2 ()        |
| « Pour une protection efficace des locataires » | 30 juin 1973       | N       | ad hoc                                                                 | 25 septembre 1977 | 42,2 (4)       | 55,3 (21)      |
| « Introduction de la semaine de 40 heures » | 20 novembre 1973   | N       | POCH                                                                   | 5 décembre 1976   | 22 (0)         | 78 (25)        |
| « Développement des chemins et sentiers » | 21 février 1974    | R       | ad hoc                                                                 |                   |                |                |
| « Quatrième initiative populaire contre l'emprise étrangère » | 12 mars 1974       | N       | Mouvement national d'action républicaine et sociale                    | 13 mars 1977      | 29,5 (0)       | 70,5 (25)      |
| « Pour une limitation du nombre annuel des naturalisations » | 15 mars 1974       | N       | Action nationale                                                       | 13 mars 1977      | 33,8 (0)       | 66,2 (25)      |
| « Pour la réforme fiscale » | 19 mars 1974       | N       | Alliance des Indépendants                                              | 21 mars 1976      | 42,2 (-)       | 57,8 ()        |
| « En vue de la lutte contre le renchérissement » | 21 mars 1974       | R       | Denner                                                                 |                   |                |                |
| « Impôt sur la richesse » | 27 juin 1974       | N       | PSS                                                                    | 4 décembre 1977   | 44,4 (3)       | 55,6 (22)      |
| « Démocratie dans la construction des routes nationales » | 22 juillet 1974    | N       | ad hoc                                                                 | 26 mai 1978       | 38,7 (0)       | 61,3 (25)      |
| « Contre la pollution atmosphérique causée par les véhicules à moteur » | 26 septembre 1974  | N       | ad hoc                                                                 | 25 septembre 1977 | 39 (2)         | 61 (23)        |
| « Abaissement de l'âge donnant droit aux prestations de l'AVS » | 10 avril 1975      | N       | POCH                                                                   | 26 mai 1978       | 20,6 (0)       | 79,4 (25)      |
| « Contre la vie chère et l'inflation » | 29 mai 1975        | X       | Parti suisse du travail                                                |                   |                |                |
| « Pour douze dimanches par année sans véhicules à moteur ni avions » | 30 mai 1975        | N       | ad hoc                                                                 | 26 mai 1978       | 36,3 (0)       | 63,7 (25)      |
| « Contre le bruit des routes » | 10 novembre 1975   | R       | ad hoc                                                                 |                   |                |                |
| « Solution du délai pour l'avortement » | 22 janvier 1976    | N       | ad hoc                                                                 | 25 septembre 1977 | 48,3 (8)       | 51,7 (17)      |
| « Contre la publicité pour des produits qui engendrent la dépendance » | 10 avril 1976      | N       | Jeunes Bons-Templiers Suisses                                          | 18 février 1979   | 41 (1)         | 59 (24)        |
| « Sauvegarde des droits populaires et de la sécurité lors de la construction et de l'exploitation d'installations atomiques » | 20 mai 1976        | N       | ad hoc                                                                 | 18 février 1979   | 48,8 (10)      | 51,2 (15)      |
| « Séparation complète de l'État et de l'Église » | 17 septembre 1976  | N       | ad hoc                                                                 | 2 mars 1980       | 21,1 (0)       | 78,9 (26)      |
| « Égalité des droits entre hommes et femmes » | 15 décembre 1976   | R       | ad hoc                                                                 |                   |                |                |
| « Être solidaires en faveur d'une nouvelle politique à l'égard des étrangers » | 20 octobre 1977    | N       | ad hoc                                                                 | 5 avril 1981      | 16,2 (0)       | 83,8 (26)      |
| « Protection des droits des consommateurs » | 23 décembre 1977   | R       | ad hoc                                                                 |                   |                |                |
| « Contre les importations excessives de denrées fourragères et les fabriques d'animaux ainsi que pour l'utilisation optimale de notre sol » | 23 août 1978       | R       | Union centrale des producteurs de lait                                 |                   |                |                |
| « Contre l'abus du secret bancaire et de la puissance des banques » | 17 octobre 1978    | N       | PSS                                                                    | 20 mai 1984       | 27 (0)         | 73 (26)        |
| « Contre le bradage du sol national » | 14 novembre 1978   | N       | Action nationale                                                       | 20 mai 1984       | 48,9 (10)      | 51,1 (16)      |
| « Tendant à empêcher des abus dans la formation des prix » | 8 juin 1979        | O       | ad hoc                                                                 | 28 novembre 1982  | 56,1 (18)      | 40,7 (8)       |
| « Extension de la durée des vacances payées » | 8 octobre 1979     | N       | USS                                                                    | 10 mars 1985      | 34,8 (2)       | 65,2 (24)      |
| « Pour un authentique service civil basé sur la preuve par l'acte » | 14 décembre 1979   | N       | ad hoc                                                                 | 26 février 1984   | 36,2 (2)       | 63,8 (24)      |
| « Pour une protection efficace de la maternité » | 21 janvier 1980    | N       | ad hoc                                                                 | 2 décembre 1984   | 15,8 (0)       | 84,2 (26)      |
| « Droit à la vie » | 30 juillet 1980    | N       | ad hoc                                                                 | 9 juin 1985       | 31 (7)         | 69 (19)        |
| « Un emploi pour tous » | 13 août 1980       | NA      | POCH                                                                   |                   |                |                |
| « Sur l'indemnisation des victimes d'actes de violence criminels » | 18 septembre 1980  | R       | ad hoc                                                                 |                   |                |                |
| « Visant à garantir l'approvisionnement de la population en biens de première nécessité, et à lutter contre le dépérissement des petits commerces » | 3 octobre 1980     | R       | Mouvement républicain suisse                                           |                   |                |                |
| « Demandant l'harmonisation du début de l'année scolaire dans tous les cantons » | 23 février 1981    | R       | ad hoc                                                                 |                   |                |                |
| « En faveur de la culture » | 11 août 1981       | N       | ad hoc                                                                 | 28 septembre 1986 | 16,7 (0)       | 75,2 (26)      |
| « Pour la suppression de la vivisection » | 17 septembre 1981  | N       | Helvetia Nostra                                                        | 1er décembre 1985 | 29,5 (0)       | 70,5 (26)      |
| « Pour la protection des travailleurs contre les licenciements dans le droit du contrat de travail » | 26 octobre 1981    | R       | Confédération des syndicats chrétiens de la Suisse                     |                   |                |                |
| « Pour l'interruption du programme d'exploitation de l'énergie nucléaire » | 10 décembre 1981   | NA      | ad hoc                                                                 |                   |                |                |
| « Pour un approvisionnement en énergie sûr, économique et respectueux de l'environnement » | 11 décembre 1981   | N       | Fondation suisse pour l'énergie                                        | 23 septembre 1984 | 45,8 (7)       | 54,2 (19)      |
| « Pour un avenir sans nouvelles centrales atomiques » | 11 décembre 1981   | N       | Fondation suisse pour l'énergie                                        | 23 septembre 1984 | 45 (7)         | 55 (19)        |
| « En faveur de la liberté et l'indépendance de la radio et de la télévision » | 22 janvier 1982    | NA      | Alliance des Indépendants                                              |                   |                |                |
| « Pour la compensation de la progression à froid » | 25 mai 1982        | R       | ad hoc                                                                 |                   |                |                |
| « Pour la protection des locataires » | 27 mai 1982        | R       | Union suisse des locataire                                             |                   |                |                |
| « Pour une formation professionnelle et un recyclage garantis » | 3 juin 1982        | N       | ad hoc                                                                 | 28 septembre 1986 | 18,4 (0)       | 81,6 (26)      |
| « Concernant les droits de douane les carburants et leur affectation obligatoire » | 6 juillet 1982     | R       | Touring club suisse                                                    |                   |                |                |
| « Péages pour tunnels routiers alpins » | 17 août 1982       | NA      | PDC                                                                    |                   |                |                |
| « Pour sauver le Simmental des routes nationales » | 1er octobre 1982   | R       | Helvetia Nostra                                                        |                   |                |                |
| « Pour une juste imposition du trafic des poids lourds » | 28 octobre 1982    | N       | Association suisse des transports                                      | 7 décembre 1986   | 33,9 (0)       | 66,1 (26)      |
| « Visant à abaisser à 62 ans pour les hommes et à 60 ans pour les femmes l'âge donnant droit à la rente AVS » | 24 février 1983    | N       | POCH                                                                   | 12 juin 1988      | 35,1 (2)       | 64,9 (24)      |
| « Demandant le droit de référendum en matière de dépenses militaires » | 19 mai 1983        | N       | PSS                                                                    | 6 avril 1987      | 40,6 (3)       | 59,4 (23)      |
| « Ville-campagne contre la spéculation foncière » | 24 mai 1983        | N       | ad hoc                                                                 | 4 décembre 1988   | 30,8 (0)       | 69,2 (26)      |
| « Pour la protection des marais - Initiative de Rothenturm » | 15 septembre 1983  | O       | ad hoc                                                                 | 6 décembre 1987   | 57,8 (23)      | 42,2 (3)       |
| « Pour la suppression de l'heure d'été » | 2 mars 1984        | NA      | UDC                                                                    |                   |                |                |
| « Pour la protection des consommateurs » | 2 juin 1984        | R       | Denner                                                                 |                   |                |                |
| « Pour la réduction de la durée du travail » | 24 août 1984       | N       | USS                                                                    | 4 décembre 1988   | 34,3 (2)       | 65,7 (24)      |
| « Propriété pour tous » | 9 octobre 1984     | NA      |                                                                        |                   |                |                |
| « Pour la sauvegarde de nos eaux » | 9 octobre 1984     | N       | ad hoc                                                                 | 17 mai 1992       | 37,1 (0)       | 62,9 (26)      |
| « Concernant l'affectation des impôts et des droits de douane sur le tabac » | 15 octobre 1984    | NA      |                                                                        |                   |                |                |
| « Une Suisse sans taxe militaire » | 14 novembre 1984   | NA      | ad hoc                                                                 |                   |                |                |
| « Pro vitesse 130/100 » | 15 janvier 1985    | N       | ad hoc                                                                 | 26 novembre 1989  | 38 (6)         | 62 (20)        |
| « Pour une protection des exploitations paysannes et contre les fabriques d'animaux » | 28 février 1985    | N       | ad hoc                                                                 | 4 juin 1989       | 48,9 (9)       | 51,1 (17)      |
| « Pour la limitation de l'immigration » | 10 avril 1985      | N       | Action nationale                                                       | 4 décembre 1988   | 32,7 (0)       | 62,3 (26)      |
| « Pour une assurance-maladie financièrement supportable » | 20 avril 1985      | N       | Concordat des caisses-maladie suisses                                  | 16 février 1992   | 39,3 (1)       | 60,7 (25)      |
| « Pour la réouverture des maisons closes dites de tolérance » | 30 avril 1985      | NA      |                                                                        |                   |                |                |
| « Pour sauver notre jeunesse : réintroduction de la peine capitale pour les personnes qui font le commerce des drogues dures » | 14 mai 1985        | NA      |                                                                        |                   |                |                |
| « Pour l'encouragement des transports publics » | 24 février 1986    | N       | Alliance des Indépendants                                              | 3 mars 1991       | 37,1 (2)       | 62,9 (24)      |
| « Halte au bétonnage - pour une stabilisation du réseau routier » | 25 février 1986    | N       | ad hoc                                                                 | 1er avril 1990    | 28,5 (0)       | 71,5 (26)      |
| « Pour une saine assurance-maladie » | 17 mars 1986       | N       | PSS                                                                    | 4 décembre 1994   | 23,4 (0)       | 76,6 (26)      |
| « Halte à la mort des forêts ! » | 6 mai 1986         | NA      |                                                                        |                   |                |                |
| « Pour la suppression de la taxe sur les poids lourds » | 24 juin 1986       | R       | ad hoc                                                                 |                   |                |                |
| « Pour la suppression de la vignette routière » | 8 juillet 1986     | R       | ad hoc                                                                 |                   |                |                |
| « Contre une taxe fédérale inappropriée sur les poids lourds » | 27 juillet 1986    | NA      |                                                                        |                   |                |                |
| « Pour une Suisse sans armée et pour une politique globale de paix » | 12 septembre 1986  | N       | GSsA                                                                   | 26 novembre 1989  | 35,6 (2)       | 64,4 (24)      |
| « Pour une réduction stricte et progressive des expériences sur les animaux » | 30 octobre 1986    | N       | SPA                                                                    | 16 février 1992   | 43,6 (4)       | 56,4 (22)      |
| « En faveur d'impôts fédéraux plus équitables pour les couples mariés et pour la famille » | 27 février 1987    | R       | PRD                                                                    |                   |                |                |
| « Contre l'application abusive des techniques de reproduction et de manipulation génétique à l'espèce humaine » | 13 avril 1987      | R       | ad hoc                                                                 |                   |                |                |
| « Halte à la construction de centrales nucléaires (moratoire) » | 23 avril 1987      | O       | ad hoc                                                                 | 23 septembre 1990 | 54,5 (22)      | 45,5 (4)       |
| « Pour l'abolition de l'expérimentation animale et de la vivisection » | 5 juin 1987        | NA      |                                                                        |                   |                |                |
| « pour un canton du Jura libre d'autoroute » | 2 juillet 1987     | R       | Association suisse des transports                                      |                   |                |                |
| « Pour une région sans autoroute entre Morat et Yverdon » | 2 juillet 1987     | N       | Association suisse des transports                                      | 1er avril 1990    | 32,7 (0)       | 67,3 (26)      |
| « Pour un district du Knonau sans autoroute » | 2 juillet 1987     | N       | Association suisse des transports                                      | 1er avril 1990    | 31,4 (0)       | 68,6 (26)      |
| « Contre la construction d'une autoroute entre Bienne et Soleure / Zuchwil » | 2 juillet 1987     | N       | Association suisse des transports                                      | 1er avril 1990    | 34 (0)         | 66 (26)        |
| « Contre la surpopulation étrangère » | 4 août 1987        | NA      |                                                                        |                   |                |                |
| « Sur la surveillance des prix et des intérêts des crédits » | 28 septembre 1987  | R       | Fédération romande des consommateurs                                   |                   |                |                |
| « Pour un abandon progressif de l'énergie atomique » | 1er octobre 1987   | N       | ad hoc                                                                 | 23 septembre 1990 | 47,1 (8)       | 52,9 (18)      |
| « Sauver nos forêts » | 24 novembre 1987   | NA      |                                                                        |                   |                |                |
| « Pour l'élimination des excréments de chiens sur le domaine public » | 26 janvier 1988    | NA      |                                                                        |                   |                |                |
| « Pour la paix » | 30 novembre 1988   | NA      |                                                                        |                   |                |                |
| « Pour la limitation de l'accueil des demandes d'asile » | 5 décembre 1988    | NA      |                                                                        |                   |                |                |
| « Contre l'exploitation mercantile de la violence et de la sexualité dans les médias » | 21 mars 1989       | NA      | Mouvement humaniste                                                    |                   |                |                |
| « Pour l'éducation aux valeurs inhérentes à la Déclaration universelle des droits de l'homme dans l'enseignement public et privé » | 21 mars 1989       | NA      | Mouvement humaniste                                                    |                   |                |                |
| « Pour le libre passage intégral dans le cadre de la prévoyance professionnelle » | 7 juillet 1989     | R       | Société suisse des employés de commerce                                |                   |                |                |
| « Pour la réalisation de la seconde galerie autoroutière du Saint-Gothard » | 1er août 1989      | NA      |                                                                        |                   |                |                |
| « Pour la prévention des problèmes liés au tabac » | 11 octobre 1989    | N       | Schweizerischer Verein zur Verminderung der Tabak- und Alkoholprobleme | 28 novembre 1993  | 25,5 (0)       | 74,5 (20 6/2)  |
| « Pour la prévention des problèmes liés à l'alcool » | 11 octobre 1989    | N       | Schweizerischer Verein zur Verminderung der Tabak- und Alkoholprobleme | 28 novembre 1993  | 25,3 (0)       | 74,7 (20 6/2)  |
| « Pour une agriculture paysanne compétitive et respectueuse de l'environnement » | 26 février 1990    | R       | Union suisse des paysans                                               |                   |                |                |
| « Pour la protection des régions alpines contre le trafic de transit » | 11 mai 1990        | O       | Initiative des Alpes                                                   | 2 avril 1994      | 51,9 (19)      | 48,1 (7)       |
| « Pour un jour de la fête nationale férié » | 25 octobre 1990    | O       | Démocrates suisses                                                     | 26 septembre 1993 | 83,3 (26)      | 16,2 (0)       |
| « Pour l'abolition des expériences sur animaux » | 26 octobre 1990    | N       | Ligue internationale des médecins pour l'abolition de la vivisection   | 7 mars 1993       | 27,8 (0)       | 72,2 (26)      |
| « Cité-colline Sonnenberg » | 2 novembre 1990    | NA      |                                                                        |                   |                |                |
| « Contre les manœuvres dilatoires dans le traitement des initiatives populaires » | 19 novembre 1990   | NA      |                                                                        |                   |                |                |
| « 40 places d'armes ça suffit ! L'armée doit aussi se soumettre à la législation sur la protection de l'environnement » | 14 décembre 1990   | N       | ad hoc                                                                 | 6 juin 1993       | 44,7 (8)       | 55,3 (18)      |
| « Transport public gratuit pour les jeunes avec les CFF et les PTT » | 27 mars 1991       | NA      |                                                                        |                   |                |                |
| « Pour l'égalité des époux lors du choix du nom de famille (initiative en faveur de la transmission du nom de l'épouse) » | 11 avril 1991      | NA      |                                                                        |                   |                |                |
| « Pour l'extension de l'AVS et de l'AI » | 30 mai 1991        | N       | USS                                                                    | 25 juin 1995      | 27,6 (0)       | 72,4 (26)      |
| « Pour l'abolition de l'impôt fédéral direct » | 31 juillet 1991    | NA      |                                                                        |                   |                |                |
| « Contre l'immigration massive d'étrangers et de requérants d'asile » | 21 août 1991       | NA      |                                                                        |                   |                |                |
| « Pour une compensation intégrale du renchérissement pour les rentes en cours de la prévoyance professionnelle » | 30 septembre 1991  | NA      | Association des rentiers suisses                                       |                   |                |                |
| « SOS - pour une Suisse sans police fouineuse » | 14 octobre 1991    | N       | ad hoc                                                                 | 7 juin 1998       | 24,6 (0)       | 75,4 (26)      |
| « Paysans et consommateurs - pour une agriculture en accord avec la nature » | 6 décembre 1991    | R       | WWF                                                                    |                   |                |                |
| « Service civil en faveur de la communauté » | 3 mars 1992        | NA      | PDC                                                                    |                   |                |                |
| « Femmes et hommes » | 10 mars 1992       | NA      | Parti suisse du travail                                                |                   |                |                |
| « Égalité des droits dans l'assurance sociale » | 10 mars 1992       | NA      | Parti suisse du travail                                                |                   |                |                |
| « Uro-initiative » | 28 avril 1992      | NA      | ad hoc                                                                 |                   |                |                |
| « Pour une Suisse sans nouveaux avions de combat » | 1er juin 1992      | N       | GSsA                                                                   | 6 juin 1993       | 42,8 (5)       | 57,2 (21)      |
| « Pour une politique d'asile raisonnable » | 6 juillet 1992     | X       | Démocrates suisses                                                     |                   |                |                |
| « Pour l'abolition de l'impôt fédéral direct » | 3 août 1992        | R       | USAM                                                                   |                   |                |                |
| « Conseil national 2000 » | 17 septembre 1992  | NA      |                                                                        |                   |                |                |
| « Pour l'interdiction d'exporter du matériel de guerre » | 24 septembre 1992  | N       | PSS                                                                    | 8 juin 1997       | 22,5 (0)       | 77,5 (26)      |
| « Pour moins de dépenses militaires et davantage de politique de paix » | 24 septembre 1992  | X       | PSS                                                                    |                   |                |                |
| « Pour l'égalité des droits entre femmes et hommes lors du choix du nom de famille (initiative concernant le nom de famille) » | 2 novembre 1992    | NA      |                                                                        |                   |                |                |
| « Pro vitesse 80 plus hors des localités » | 10 mars 1993       | NA      |                                                                        |                   |                |                |
| « Pro vitesse 130 sur les autoroutes » | 10 mars 1993       | NA      |                                                                        |                   |                |                |
| « Formation pour tous - harmonisation des bourses » | 10 mars 1993       | NA      | Union nationale des étudiants de Suisse                                |                   |                |                |
| « Jeunesse sans drogue » | 22 juillet 1993    | N       | ad hoc                                                                 | 28 novembre 1997  | 29,3 (0)       | 70,7 (26)      |
| « Pour notre avenir au cœur de l'Europe » | 3 septembre 1993   | R       | ad hoc                                                                 |                   |                |                |
| « Contre l'immigration clandestine » | 18 octobre 1993    | N       | UDC                                                                    | 1er décembre 1996 | 46,3 (12)      | 53,7 (14)      |
| « Propriété du logement pour tous » | 22 octobre 1993    | N       | ad hoc                                                                 | 7 mars 1999       | 41,3 (3)       | 58,7 (23)      |
| « Pour la protection de la vie et de l'environnement contre les manipulations génétiques » | 25 octobre 1993    | N       | ad hoc                                                                 | 7 juin 1998       | 33,3 (0)       | 66,7 (26)      |
| « Pour la protection de l'être humain contre les techniques de reproduction artificielle » | 18 janvier 1994    | N       | ad hoc                                                                 | 12 mars 2000      | 28,2 (0)       | 71,8 (26)      |
| « Négociations d'adhésion à l'UE : que le peuple décide ! » | 21 janvier 1994    | N       | Démocrates suisses et Lega                                             | 8 juin 1997       | 25,9 (0)       | 74,1 (26)      |
| « Pour un régime libéral des médias et une suppression des monopoles » | 22 février 1994    | NA      | ad hoc                                                                 |                   |                |                |
| « Chanvre suisse » | 3 mai 1994         | NA      | ad hoc                                                                 |                   |                |                |
| « Pour des produits alimentaires bon marché et des exploitations agricoles écologiques » | 17 juin 1994       | N       | ad hoc                                                                 | 27 septembre 1998 | 23 (0)         | 77 (26)        |
| « Pour une politique raisonnable en matière de drogue » | 9 novembre 1994    | N       | ad hoc                                                                 | 29 novembre 1998  | 26 (0)         | 74 (26)        |
| « Pour une représentation équitable des femmes dans les autorités fédérales » | 21 mars 1995       | N       | ad hoc                                                                 | 12 mars 2000      | 18 (0)         | 82 (26)        |
| « Pour l'introduction d'un centime solaire » | 21 mars 1995       | N       | ad hoc                                                                 | 24 septembre 2000 | 31,3 (0)       | 67 (26)        |
| « Destinée à encourager les économies d'énergie et à freiner le gaspillage (initiative « énergie et environnement ») » | 21 mars 1995       | R       | ad hoc                                                                 |                   |                |                |
| « Pour la 10e révision de l'AVS sans relèvement de l'âge de la retraite » | 21 juin 1995       | N       | USS                                                                    | 27 septembre 1998 | 41,5 (5)       | 58,5 (21)      |
| « Pour une réglementation de l'immigration » | 28 août 1995       | N       | ad hoc                                                                 | 24 septembre 2000 | 36,2 (0)       | 63,8 (26)      |
| « Visant à réduire de moitié le trafic routier motorisé afin de maintenir et d'améliorer des espaces vitaux » | 20 mars 1996       | N       | ad hoc                                                                 | 12 mars 2000      | 21,3 (0)       | 78,7 (26)      |
| « Pour un assouplissement de l'AVS - contre le relèvement de l'âge de la retraite des femmes » | 13 mai 1996        | N       | Société suisse des employés de commerce                                | 26 novembre 2000  | 39,5 (6)       | 60,5 (20)      |
| « Pour une retraite à la carte dès 62 ans, tant pour les femmes que pour les hommes » | 22 mai 1996        | N       | Parti écologiste suisse                                                | 26 novembre 2000  | 46 (7)         | 54 (19)        |
| « Pour garantir l'AVS - taxer l'énergie et non le travail ! » | 22 mai 1996        | N       | Parti écologiste suisse                                                | 2 décembre 2001   | 22,9 (0)       | 77,1 (26)      |
| « Contre une TVA injuste dans le sport et le domaine social (initiative pour le sport et les prestations d'utilité publique) » | 23 mai 1996        | R       | ad hoc                                                                 |                   |                |                |
| « Oui à l'Europe ! » | 30 juillet 1996    | N       | ad hoc                                                                 | 4 mars 2001       | 23,2 (0)       | 76,8 (26)      |
| « Halte à l'endettement de l'État ! » | 15 août 1996       | NA      | Alliance des Indépendants                                              |                   |                |                |
| « Pas d'hydravions sur les lacs suisses ! » | 15 octobre 1996    | R       | Helvetia Nostra                                                        |                   |                |                |
| « Pour une armée suisse dotée d'animaux (initiative en faveur des pigeons voyageurs) » | 25 novembre 1996   | NA      |                                                                        |                   |                |                |
| « Pour une taxe sur la valeur ajoutée populaire » | 17 janvier 1997    | NA      | Lega                                                                   |                   |                |                |
| « De la retenue en matière d'immigration ! » | 13 mars 1997       | NA      | Démocrates suisses                                                     |                   |                |                |
| « Pour des loyers loyaux » | 14 mars 1997       | N       | Association suisse des locataires                                      | 18 mai 2003       | 32,7 (1)       | 67,3 (25)      |
| « Pour davantage de droits au peuple grâce au référendum avec contre-proposition » | 25 mars 1997       | N       | ad hoc                                                                 | 24 septembre 2000 | 34,1 (0)       | 65,9 (26)      |
| « Économiser dans l'armée et la défense générale - pour davantage de paix et d'emplois d'avenir » | 26 mars 1997       | N       | ad hoc                                                                 | 26 novembre 2000  | 37,6 (4)       | 62,4 (22)      |
| « Pour le libre choix du médecin et de l'établissement hospitalier » | 23 mai 1997        | R       | ad hoc                                                                 |                   |                |                |
| « Sur la déréglementation : plus de liberté - moins de lois » | 6 juin 1997        | NA      | ad hoc                                                                 |                   |                |                |
| « Pour le financement d'infrastructures lourdes et durables » | 17 octobre 1997    | NA      | ad hoc                                                                 |                   |                |                |
| « Pour une démocratie directe plus rapide » | 5 décembre 1997    | N       | Denner                                                                 | 12 mars 2000      | 30 (0)         | 70 (26)        |
| « Pour des médicaments à moindre prix » | 12 décembre 1997   | N       | Denner                                                                 | 4 mars 2001       | 30,9 (0)       | 69,1 (26)      |
| « Pour un dimanche sans voitures par saison - un essai limité à quatre ans » | 1er mai 1998       | N       | ad hoc                                                                 | 18 mai 2003       | 37,6 (0)       | 62,4 (26)      |
| « Pour des primes d'assurance-maladie proportionnelles au revenu et à la fortune » | 22 octobre 1998    | NA      | PSS                                                                    |                   |                |                |
| « La propriété foncière est transformée en droits de jouissance ou de superficie » | 23 novembre 1998   | NA      | ad hoc                                                                 |                   |                |                |
| « Pour plus de sécurité à l'intérieur des localités grâce à une vitesse maximale de 30 km/h assortie d'exceptions » | 16 mars 1999       | N       | Association transport et environnement                                 | 4 mars 2001       | 20,3 (0)       | 79,7 (26)      |
| « Répartition du travail » | 17 mars 1999       | NA      | ad hoc                                                                 |                   |                |                |
| « Pour un approvisionnement en médicaments sûr et axé sur la promotion de la santé (initiative sur les médicaments) » | 21 avril 1999      | R       | Société suisse de pharmacie                                            |                   |                |                |
| « La santé à un prix abordable » | 9 juin 1999        | N       | PSS                                                                    | 18 mai 2003       | 27,1 (0)       | 72,9 (26)      |
| « Stations cliniques modèles » | 10 juin 1999       | NA      | ad hoc                                                                 |                   |                |                |
| « Droits égaux pour les personnes handicapées » | 24 juin 1999       | N       | ad hoc                                                                 | 18 mai 2003       | 37,7 (3)       | 62,3 (23)      |
| « Pour la suppression du droit de recours des associations au plan fédéral » | 14 juillet 1999    | NA      | Parti suisse de la liberté                                             |                   |                |                |
| « Pour une deuxième galerie au tunnel autoroutier du Saint-Gothard » | 14 juillet 1999    | NA      | Parti suisse de la liberté                                             |                   |                |                |
| « Six voies pour l'autoroute A1 entre Genève et Lausanne » | 14 juillet 1999    | NA      | Parti suisse de la liberté                                             |                   |                |                |
| « Six voies pour l'autoroute A1 entre Zurich et Berne » | 14 juillet 1999    | NA      | Parti suisse de la liberté                                             |                   |                |                |
| « Moratoire-plus - Pour la prolongation du moratoire dans la construction de centrales nucléaires et la limitation du risque nucléaire » | 28 septembre 1999  | N       | ad hoc                                                                 | 18 mai 2003       | 41,6 (2)       | 58,4 (24)      |
| « Sortir du nucléaire - Pour un tournant dans le domaine de l'énergie et pour la désaffectation progressive des centrales nucléaires » | 28 septembre 1999  | N       | ad hoc                                                                 | 18 mai 2003       | 33,7 (1)       | 66,3 (25)      |
| « La solidarité crée la sécurité : pour un service civil volontaire pour la paix » | 10 octobre 1999    | N       | GSsA                                                                   | 2 décembre 2001   | 23,2 (0)       | 76,8 (26)      |
| « Pour une politique de sécurité crédible et une Suisse sans armée » | 10 octobre 1999    | N       | GSsA                                                                   | 2 décembre 2001   | 21,9 (0)       | 78,1 (26)      |
| « Pour une offre appropriée en matière de formation professionnelle » | 26 octobre 1999    | N       | ad hoc                                                                 | 18 mai 2003       | 31,6 (0)       | 68,4 (26)      |
| « Pour un impôt sur les gains en capital » | 5 novembre 1999    | N       | USS                                                                    | 2 décembre 2001   | 34,1 (0)       | 65,9 (26)      |
| « Pour une durée du travail réduite » | 5 novembre 1999    | N       | USS                                                                    | 3 mars 2002       | 25,4 (0)       | 74,6 (26)      |
| « Concernant la souveraineté personnelle des citoyens (instauration, en qualité d'instance judiciaire suprême, de la Commission technique du sénat d'une Académie suisse de la technique, des questions vitales et des sciences »                        | 15 novembre 1999   | NA      | ad hoc                                                                 |                   |                |                |
| « Pour la liberté de parole et la levée simultanée de l'interdiction du racisme » | 15 novembre 1999   | NA      | ad hoc                                                                 |                   |                |                |
| « Pour la mère et l'enfant - pour la protection de l'enfant à naître et pour l'aide à sa mère dans la détresse » | 19 novembre 1999   | N       | ad hoc                                                                 | 2 juin 2002       | 18,2 (0)       | 81,8 (26)      |
| « Pour un revenu assuré en cas de maladie (initiative indemnité journalière) » | 17 décembre 1999   | NA      | USS                                                                    |                   |                |                |
| « Pour l'adhésion de la Suisse à l'Organisation des Nations unies (ONU) » | 6 mars 2000        | O       | ad hoc                                                                 | 3 mars 2002       | 54,6 (13)      | 45,4 (13)      |
| « Internement à vie pour les délinquants sexuels ou violents jugés très dangereux et non amendables » | 3 mai 2000         | O       | ad hoc                                                                 | 8 février 2004    | 56,2 (24)      | 43,8 (2)       |
| « Pour un meilleur statut juridique des animaux (initiative pour les animaux) » | 17 août 2000       | R       | ad hoc                                                                 |                   |                |                |
| « Pour le versement au fonds AVS des réserves d'or excédentaires de la Banque nationale suisse » | 30 octobre 2000    | N       | UDC                                                                    | 22 septembre 2002 | 46,4 (6)       | 51,1 (20)      |
| « Les animaux ne sont pas des choses ! » | 11 novembre 2000   | R       | Fondation Franz Weber                                                  |                   |                |                |
| « Contre les abus dans le droit d'asile » | 13 novembre 2000   | N       | UDC                                                                    | 24 novembre 2002  | 49,9 (15)      | 50,1 (11)      |
| « Avanti - pour des autoroutes sûres et performantes » | 28 novembre 2000   | R       | Touring Club Suisse                                                    |                   |                |                |
| « Pour que les initiatives populaires soient soumises au vote dans les six mois et que le Conseil fédéral et l'Assemblée fédérale soient forclos » | 27 décembre 2000   | NA      | ad hoc                                                                 |                   |                |                |
| « Moratoire fiscal » | 22 mars 2001       | NA      | PRD                                                                    |                   |                |                |
| « Services postaux pour tous » | 26 avril 2002      | N       | Syndicat de la communication                                           | 26 septembre 2004 | 49,8 (10)      | 50,2 (16)      |
| « Pour une assurance de base minimale et des primes d'assurance-maladie abordables (initiative « miniMax LAMal ») » | 23 juillet 2002    | NA      | Union démocratique fédérale                                            |                   |                |                |
| « Bénéfices de la Banque nationale pour l'AVS » | 9 octobre 2002     | N       | COSA                                                                   | 24 septembre 2006 | 41,7 (3)       | 58,3 (23)      |
| « Moratoire sur les antennes de téléphonie mobile » | 12 mars 2003       | NA      | ad hoc                                                                 |                   |                |                |
| « Pour de plus justes allocations pour enfant ! » | 11 avril 2003      | R       | Travail suisse                                                         |                   |                |                |
| « Pour une conception moderne de la protection des animaux (Oui à la protection des animaux !) » | 23 juillet 2003    | R       | SPA                                                                    |                   |                |                |
| « Pour une maîtrise des primes de l'assurance maladie » | 19 août 2003       | NA      | Rassemblement des assurés et des soignants                             |                   |                |                |
| « Pour des aliments produits sans manipulations génétiques » | 18 septembre 2003  | O       | ad hoc                                                                 | 27 novembre 2005  | 55,7 (26)      | 44,3 (0)       |
| « Contre l'abattage rituel des animaux sans étourdissement préalable » | 26 septembre 2003  | NA      | ad hoc                                                                 |                   |                |                |
| « Pour la refonte totale de la Constitution fédérale par le nouveau Parlement (initiative printemps) » | 3 octobre 2003     | NA      | ad hoc                                                                 |                   |                |                |
| « Pour la suppression de l'obligation de s'assurer contre la maladie » | 24 mars 2004       | NA      | ad hoc                                                                 |                   |                |                |
| « Pour la baisse des primes d'assurance-maladie dans l'assurance de base » | 28 juillet 2004    | R       | ad hoc                                                                 |                   |                |                |
| « Souveraineté du peuple sans propagande gouvernementale » | 11 août 2004       | N       | ad hoc                                                                 | 1er juin 2008     | 24,8 (0)       | 75,2 (26)      |
| « Limitation de l'immigration en provenance d'États non membres de l'UE » | 13 septembre 2004  | NA      | Démocrates suisses                                                     |                   |                |                |
| « Pour une caisse maladie unique et sociale » | 9 décembre 2004    | N       | Mouvement populaire des familles                                       | 11 mars 2007      | 28,8 (2)       | 71,2 (24)      |
| « Pour la poursuite des criminels de guerre » | 1er février 2005   | NA      | ad hoc                                                                 |                   |                |                |
| « En faveur de la famille - Des enfants pour assurer l'avenir ! » | 24 mars 2005       | NA      | ad hoc                                                                 |                   |                |                |
| « Contre les importations de fourrures » | 8 avril 2005       | NA      | ad hoc                                                                 |                   |                |                |
| « Oui aux médecines complémentaires » | 15 septembre 2005  | R       | ad hoc                                                                 |                   |                |                |
| « Sauver la forêt suisse » | 14 octobre 2005    | R       | Helvetia Nostra                                                        |                   |                |                |
| « Pour un accès libre aux compléments alimentaires (initiative sur les vitamines) » | 28 octobre 2005    | NA      | ad hoc                                                                 |                   |                |                |
| « Contre le bruit des avions de combat à réaction dans les zones touristiques » | 3 novembre 2005    | N       | Helvetia Nostra                                                        | 24 février 2008   | 31,9 (0)       | 68,1 (26)      |
| « Pour des naturalisations démocratiques » | 18 novembre 2005   | N       | UDC                                                                    | 1er juin 2008     | 36,2 (1)       | 63,8 (25)      |
| « Pour une politique raisonnable en matière de chanvre protégeant efficacement la jeunesse » | 13 janvier 2006    | N       | ad hoc                                                                 | 30 novembre 2008  | 36,7 (0)       | 63,3 (26)      |
| « Pour l'imprescriptibilité des actes de pornographie enfantine » | 1er mars 2006      | O       | Marche blanche                                                         | 30 novembre 2008  | 51,9 (20)      | 48,1 (6)       |
| « Pour l'interdiction de la chasse » | 2 mars 2006        | NA      | ad hoc                                                                 |                   |                |                |
| « Pour un âge de l'AVS flexible » | 28 mars 2006       | N       | ad hoc                                                                 | 30 novembre 2008  | 41,4 (4)       | 58,6 (22)      |
| « Droit de recours des organisations : Assez d'obstructionnisme - Plus de croissance pour la Suisse ! » | 11 mai 2006        | N       | ad hoc                                                                 | 30 novembre 2008  | 34 (0)         | 66 (26)        |
| « Eaux vivantes (initiative pour la renaturation) » | 3 juillet 2006     | R       | Fédération suisse de pêche                                             |                   |                |                |
| « Imposer les énergies non renouvelables à la place du travail » | 25 juillet 2007    | NA      | ad hoc                                                                 |                   |                |                |
| « Pour un financement raisonnable de la politique de la santé » | 25 juillet 2007    | NA      | ad hoc                                                                 |                   |                |                |
| « Pour l'interdiction d'exporter du matériel de guerre » | 21 septembre 2007  | N       | ad hoc                                                                 | 29 novembre 2009  | 31,8 (0)       | 68,2 (26)      |
| « Pour une contribution de solidarité (contre une société à deux vitesses) » | 1er octobre 2007   | NA      | ad hoc                                                                 |                   |                |                |
| « Contre la création effrénée d'implantations portant atteinte au paysage et à l'environnement » | 18 décembre 2007   | R       | Helvetia Nostra                                                        |                   |                |                |
| « Pour en finir avec les constructions envahissantes de résidences secondaires » | 18 décembre 2007   | O       | Helvetia Nostra                                                        | 11 mars 2012      | 50,6 (15)      | 49,4 (11)      |
| « Pour le renvoi des étrangers criminels » (initiative sur le renvoi) | 15 février 2008    | O       | UDC                                                                    | 28 novembre 2010  | 52,9 (22)      | 47,1 (6)       |
| « Contre les rémunérations abusives » | 26 février 2008    | O       | ad hoc                                                                 | 3 mars 2013       | 67,9 (26)      | 32,1 (0)       |
| « Pour des impôts équitables. Stop aux abus de la concurrence fiscale » (initiative pour des impôts équitables) | 6 mai 2008         | N       | PSS                                                                    | 28 novembre 2010  | 41,5 (4)       | 58,5 (22)      |
| « Prévenir au lieu de saigner - pour une réforme de l'impôt sur le tabac (initiative sur le tabac) » | 12 juin 2008       | NA      | ad hoc                                                                 |                   |                |                |
| « Contre la construction de minarets » | 8 juillet 2008     | O       | ad hoc                                                                 | 29 novembre 2009  | 57,5 (22)      | 42,5 (4)       |
| « Contre les mauvais traitements envers les animaux et pour une meilleure protection juridique de ces derniers » | 26 juillet 2008    | N       | SPA                                                                    | 7 mars 2010       | 29,5 (0)       | 70,5 (26)      |
| « De l'espace pour l'homme et la nature (initiative pour le paysage) » | 14 août 2008       | R       | ad hoc                                                                 |                   |                |                |
| « Pour des véhicules plus respectueux des personnes » | 25 août 2008       | R       | ad hoc                                                                 |                   |                |                |
| « Pour un traitement fiscal privilégié de l'épargne-logement destinée à l'acquisition d'une habitation à usage personnel ou au financement de travaux visant à économiser l'énergie ou à préserver l'environnement » (initiative sur l'épargne-logement) | 29 septembre 2008  | N       | Société suisse pour la promotion de l'épargne-logement                 | 11 mars 2012      | 44,2 (5)       | 55,8 (21)      |
| « Jeunesse + musique » | 18 décembre 2008   | R       | ad hoc                                                                 |                   |                |                |
| « Sécurité du logement à la retraite » | 23 janvier 2009    | N       | ad hoc                                                                 | 23 septembre 2012 | 47,4 (10)      | 52,6 (16)      |
| « Accéder à la propriété grâce à l'épargne-logement » | 23 janvier 2009    | N       | ad hoc                                                                 | 17 juin 2012      | 31,1 (0)       | 68,9 (26)      |
| « Pour la liberté d'expression - non aux muselières ! » | 9 février 2009     | NA      | Démocrates suisses                                                     |                   |                |                |
| « Pour la protection face à la violence des armes » | 23 février 2009    | N       | ad hoc                                                                 | 13 février 2011   | 43,7 (6)       | 56,3 (20)      |
| « 6 semaines de vacances pour tous » | 26 juin 2009       | N       | Travail suisse                                                         | 11 mars 2012      | 33,5 (0)       | 66,5 (26)      |
| « Pour le renforcement des droits populaires dans la politique étrangère » (accords internationaux : la parole au peuple !) | 11 août 2009       | N       | ASIN                                                                   | 17 juin 2012      | 24,8 (0)       | 75,2 (26)      |
| « Pour des jeux d'argent au service du bien commun » | 10 septembre 2009  | R       | ad hoc                                                                 |                   |                |                |
| « Oui à la médecine de famille » | 1er avril 2010     | R       | ad hoc                                                                 |                   |                |                |
| « Protection contre le tabagisme passif » | 18 mai 2010        | N       | Ligue pulmonaire suisse                                                | 23 septembre 2012 | 34,0 (1)       | 66,0 (25)      |
| « Pour les transports publics » | 6 septembre 2010   | R       | Association transports et environnement                                |                   |                |                |
| « Pour une poste forte » | 10 septembre 2010  | R       | Syndicat de la communication                                           |                   |                |                |
| « Défendons la Suisse, inscrivons le secret bancaire dans la Constitution fédérale » | 4 octobre 2010     | NA      | Lega                                                                   |                   |                |                |
| « 68 milliards pour la sécurité sociale » | 30 novembre 2010   | NA      | ad hoc                                                                 |                   |                |                |
| « Contre de nouveaux avions de combat » | 28 février 2011    | R       | ad hoc                                                                 |                   |                |                |
| « 1:12 - Pour des salaires équitables » | 21 mars 2011       | N       | Jeunesse socialiste suisse                                             | 24 novembre 2013  | 34,7 (0)       | 65,3 (26)      |
| « Pour que les pédophiles ne travaillent plus avec des enfants » | 20 avril 2011      | O       | Marche blanche                                                         | 18 mai 2014       | 63,5 (26)      | 36,5 (0)       |
| « Financer l'avortement est une affaire privée - Alléger l'assurance-maladie en radiant les coûts de l'interruption de grossesse de l'assurance de base »                                                                                                | 4 juillet 2011     | N       | ad hoc                                                                 | 9 février 2014    | 30,2 (1)       | 69,8 (25)      |
| « Élection du Conseil fédéral par le peuple » | 23 août 2011       | N       | UDC                                                                    | 10 juin 2013      | 23,7 (0)       | 76,3 (26)      |
| « Pour une loi libérale sur l'interdiction de fumer » | 24 août 2011       | NA      | CI des restaurateurs libres suisses                                    |                   |                |                |
| « Initiative pour les familles : déductions fiscales aussi pour les parents qui gardent eux-mêmes leurs enfants » | 30 août 2011       | N       | ad hoc                                                                 | 24 novembre 2013  | 41,5 (3)       | 58,5 (23)      |
| « De nouveaux emplois grâce aux énergies renouvelables » (initiative cleantech) | 6 septembre 2011   | R       | PSS                                                                    |                   |                |                |
| « Stop à la TVA discriminatoire pour la restauration ! » | 11 octobre 2011    | N       | ad hoc                                                                 | 28 septembre 2014 | 28,5 (0)       | 71,5 (26)      |
| « Protection contre les chauffards » | 2 novembre 2011    | R       | RoadCross Suisse                                                       |                   |                |                |
| « Pour une allocation universelle financée par des taxes incitatives sur l'énergie » | 21 novembre 2011   | NA      | ad hoc                                                                 |                   |                |                |
| « Appliquons les droits de l'homme et de la femme = Suisse » | 21 novembre 2011   | NA      | ad hoc                                                                 |                   |                |                |
| « Pour la protection de salaires équitables » (initiative sur les salaires minimums) | 2 janvier 2012     | N       | USS                                                                    | 18 mai 2014       | 23,7 (0)       | 76,3 (26)      |
| « Oui à l'abrogation du service militaire obligatoire » | 5 janvier 2012     | N       | GSsA                                                                   | 22 septembre 2013 | 26,8 (0)       | 73,2 (26)      |
| « Contre l'immigration de masse » | 14 février 2012    | O       | ad hoc                                                                 | 9 février 2014    | 50,3 (16)      | 49,7 (10)      |
| « Peine de mort en cas d'assassinat en concours avec un abus sexuel » | 24 février 2012    | NA      | ad hoc                                                                 |                   |                |                |
| « Initiative sur les bourses d'études » | 27 février 2012    | N       | Union des étudiants de Suisse                                          | 14 juin 2015      | 27,5 (0)       | 72,5 (26)      |
| « Pour un climat sain » | 27 mars 2012       | R       | ad hoc                                                                 |                   |                |                |
| « Pour la transparence de l'assurance-maladie » (Halte à la confusion entre assurance de base et assurance complémentaire) | 28 mars 2012       | NA      | ad hoc                                                                 |                   |                |                |
| « Pour une caisse publique d'assurance-maladie » | 23 mai 2012        | N       | ad hoc                                                                 | 28 septembre 2014 | 38,2 (4)       | 61,8 (22)      |
| « Pour un moratoire sur l'adhésion à l'UE » | 24 mai 2012        | NA      | ad hoc                                                                 |                   |                |                |
| « Protection contre la sexualisation à l'école maternelle et à l'école primaire » | 5 juin 2012        | NA      | ad hoc                                                                 |                   |                |                |
| « Halte à l'utilisation abusive de nos caisses de pension ! » | 18 juillet 2012    | NA      | ad hoc                                                                 |                   |                |                |
| « Clarifier les compétences en matière d'engagements réel de l'armée ! » | 18 juillet 2012    | NA      | ad hoc                                                                 |                   |                |                |
| « La Banque nationale nous appartient à tous ! » | 18 juillet 2012    | NA      | ad hoc                                                                 |                   |                |                |
| « Stop à la bureaucratie ! » | 2 août 2012        | NA      | PLR                                                                    |                   |                |                |
| « Le loup, l'ours et le lynx » | 28 août 2012       | NA      | ad hoc                                                                 |                   |                |                |
| « Pour une économie durable et fondée sur une gestion efficiente des ressources (économie verte) » | 6 septembre 2012   | N       | Les Verts                                                              | 25 septembre 2016 | 36,4 (1)       | 63,6 (19 6/2)  |
| « Halte à la surpopulation - Oui à la préservation durable des ressources naturelles » | 2 novembre 2012    | N       | Ecopop                                                                 | 30 novembre 2014  | 25,9 (0)       | 74,1 (26)      |
| « Aider les familles ! Pour des allocations pour enfant et des allocations de formation professionnelle exonérées de l'impôt » | 5 novembre 2012    | N       | PDC                                                                    | 8 mars 2015       | 24,6 (0)       | 75,4 (26)      |
| « Pour le couple et la famille - Non à la pénalisation du mariage » | 5 novembre 2012    | N       | PDC                                                                    | 28 février 2016   | 49,2 (18)      | 50,8 (8)       |
| « Pour la sortie programmée de l'énergie nucléaire » | 16 novembre 2012   | N       | Les Verts                                                              | 27 novembre 2016  | 45,8 (6)       | 54,2 (20)      |
| « Remplacer la taxe sur la valeur ajoutée par une taxe sur l'énergie » | 17 novembre 2012   | N       | Vert'libéraux                                                          | 8 mars 2015       | 8,0 (0)        | 92 (26)        |
| « Halte aux privilèges fiscaux des millionnaires » (abolition des forfaits fiscaux) | 20 novembre 2012   | N       | La Gauche                                                              | 30 novembre 2014  | 40,8 (1)       | 59,2 (25)      |
| « Pour la publication des revenus de la classe politique » (initiative sur la transparence) | 11 décembre 2012   | NA      | ad hoc                                                                 |                   |                |                |
| « Radio et télévision - la Confédération ne perçoit pas de redevance de réception » | 22 janvier 2013    | NA      | ad hoc                                                                 |                   |                |                |
| « Mettre les centrales nucléaires hors service » | 22 janvier 2013    | NA      | ad hoc                                                                 |                   |                |                |
| « Pour le renvoi effectif des étrangers criminels » (initiative de mise en œuvre) | 5 février 2013     | N       | UDC                                                                    | 28 février 2016   | 41,1 (6)       | 58,9 (20)      |
| « Imposer les successions de plusieurs millions pour financer notre AVS » (réforme de la fiscalité successorale) | 12 mars 2013       | N       | ad hoc                                                                 | 14 juin 2015      | 29,0% (0)      | 71,0 (26)      |
| « Pour une Suisse neutre, à la fois ouverte sur le monde et attachée aux valeurs humanitaires » (initiative sur la neutralité) | 14 mars 2013       | NA      | ASIN                                                                   |                   |                |                |
| « Sauvez l'or de la Suisse » (initiative sur l'or) | 20 mars 2013       | N       | ad hoc                                                                 | 30 novembre 2014  | 22,7 (0)       | 77,3 (26)      |
| « En faveur du service public » | 20 mars 2013       | N       | ad hoc                                                                 | 5 juin 2016       | 32,4 (0)       | 67,6 (26)      |
| « Pour une économie utile à tous » | 2 mai 2013         | NA      | ad hoc                                                                 |                   |                |                |
| « Récompenser la participation aux élections et aux votations par une déduction fiscale » | 30 mai 2013        | NA      | ad hoc                                                                 |                   |                |                |
| « Pour un approvisionnement en électricité sûr et économique » (initiative efficacité électrique) | 5 juin 2013        | R       | ad hoc                                                                 |                   |                |                |
| « Oui au contrôle des votes » | 2 août 2013        | NA      | ad hoc                                                                 |                   |                |                |
| « Fluidifier le trafic, diminuer les bouchons » (initiative sur les motocycles et les scooters) | 8 août 2013        | NA      | ad hoc                                                                 |                   |                |                |
| « Pour un revenu de base inconditionnel » | 4 octobre 2013     | N       | ad hoc                                                                 | 5 juin 2016       | 23,1 (0)       | 76,9 (26)      |
| « Pour la protection des grands prédateurs (ours, loup et lynx) » | 20 décembre 2013   | NA      | Pro Fauna                                                              |                   |                |                |
| « Protection de la santé contre la fumée passive - Pour une protection véritablement efficace et sans discrimination, selon les normes de l'OMS » | 20 décembre 2013   | NA      | Ligue suisse contre la fumée passive                                   |                   |                |                |
| « AVSPlus : pour une AVS forte » | 15 janvier 2014    | N       | USS                                                                    | 25 septembre 2016 | 40,6 (5)       | 59,4 (21)      |
| « Protection contre la sexualisation à l'école maternelle et à l'école primaire » | 30 janvier 2014    | R       | ad hoc                                                                 |                   |                |                |
| « Pour un financement raisonnable des dépenses de santé » | 3 mars 2014        | NA      | ad hoc                                                                 |                   |                |                |
| « Pour un financement équitable des transports » | 1er avril 2014     | N       | ad hoc                                                                 | 5 juin 2016       | 29,2 (0)       | 70,8 (26)      |
| « Pas de spéculation sur les denrées alimentaires » | 17 avril 2014      | N       | Kristina Schüpbach et JS Suisse                                        | 28 février 2016   | 40,1 (2)       | 59,9 (24)      |
| « Pour la sécurité alimentaire » | 8 juillet 2014     | R       | ad hoc                                                                 |                   |                |                |
| « Protéger la vie pour remédier à la perte de milliards » | 27 juillet 2014    | NA      | ad hoc                                                                 |                   |                |                |
| « Davantage de places de formation en médecine humaine (Halte à la pénurie imminente de médecins !) » | 10 octobre 2014    | NA      | ad hoc                                                                 |                   |                |                |
| « Oui à la protection de la sphère privée » | 23 octobre 2014    | R       | ad hoc                                                                 |                   |                |                |
| « Pour des vitesses maximales raisonnables » | 1er décembre 2014  | NA      | Das 3er Paket                                                          |                   |                |                |
| « Oui à la circulation, non aux bouchons » | 1er décembre 2014  | NA      | Das 3er Paket                                                          |                   |                |                |
| « Réserver à la route les fonds alimentés par la route » | 1er décembre 2014  | NA      | Das 3er Paket                                                          |                   |                |                |
| « Réparation de l'injustice faite aux enfants placés de force et aux victimes de mesures de coercition prises à des fins d'assistance (initiative sur la réparation) »                                                                                   | 12 janvier 2015    | R       | ad hoc                                                                 |                   |                |                |
| « Radio et télévision – sans Billag » / « Oui à la suppression des redevances radio et télévision » | 13 mai 2015        | NA      | ad hoc                                                                 |                   |                |                |
| « Sortons de l'impasse ! Renonçons à rétablir des contingents d'immigration » | 27 octobre 2015    | Suspens | ad hoc                                                                 |                   |                |                |
| « Responsabilité en cas de récidive de la part de délinquants sexuels ou violents » | 30 octobre 2015    | NA      | ad hoc                                                                 |                   |                |                |
| « Registre central suisse pour l'appréciation des délinquants sexuels ou violents condamnés » | 30 octobre 2015    | NA      | ad hoc                                                                 |                   |                |                |
| « Sortons de l'impasse ! Renonçons à rétablir des contingents d'immigration » | 11 novembre 2015   | R       | ad hoc                                                                 |                   |                |                |
| « Pour une vitesse maximale de 140 km/h sur les autoroutes » | 21 novembre 2015   | NA      | ad hoc                                                                 |                   |                |                |
| « Pour des denrées alimentaires saines et produites dans des conditions équitables et écologiques (initiative pour des aliments équitables) » | 26 novembre 2015   | N       | Les Verts                                                              | 23 septembre 2018 | 38,7 (4)       | 61,3 (16 6/2)  |
| « Pour une monnaie à l'abri des crises : émission monétaire uniquement par la Banque nationale ! (Initiative Monnaie pleine) » | 1er décembre 2015  | N       | ad hoc                                                                 | 10 juin 2018      | 24,3 (0)       | 75,7 (26)      |
| « Oui à la suppression des redevances radio et télévision (suppression des redevances Billag) » | 13 janvier 2016    | N       | ad hoc                                                                 | 4 mars 2018       | 28,4 (0)       | 71,6 (26)      |
| « Pour la promotion des voies cyclables et des chemins et sentiers pédestres (initiative vélo) » | 1er mars 2016      | R       | ad hoc                                                                 |                   |                |                |
| « Pour la dignité des animaux de rente agricoles (initiative pour les vaches à cornes) » | 23 mars 2016       | N       | ad hoc                                                                 | 25 novembre 2018  | 45,3 (4 2/2)   | 54,7 (16 4/2)  |
| « Pour la souveraineté alimentaire. L’agriculture nous concerne toutes et tous » | 30 mars 2016       | N       | Uniterre                                                               | 23 septembre 2018 | 31,6 (4)       | 68,4 (16 6/2)  |
| « Pour le renvoi des criminels de sexe masculin » | 19 mai 2016        | NA      | ad hoc                                                                 |                   |                |                |
| « Le droit suisse au lieu de juges étrangers (initiative pour l'autodétermination) » | 12 août 2016       | N       | UDC                                                                    | 25 novembre 2018  | 33,7 (0)       | 66,3 (20 6/2)  |
| « Entreprises responsables – pour protéger l'être humain et l'environnement » | 10 octobre 2016    | N       | ad hoc                                                                 | 29 novembre 2020  | 50,7 (8 1/2)   | 49,3 (12 5/2)  |
| « Davantage de logements abordables » | 18 octobre 2016    | N       | ad hoc                                                                 | 9 février 2020    | 42,9 (4 1/2)   | 57,1 (16 5/2)  |
| « Stopper le mitage – pour un développement durable du milieu bâti » (initiative contre le mitage) | 21 octobre 2016    | N       | Jeunes verts                                                           | 10 février 2019   | 36,3 (0)       | 63,7 (20 6/2)  |
| « Oui à la médecine du mouvement » | 23 juin 2017       | NA      | ad hoc                                                                 |                   |                |                |
| « Pour un congé de paternité raisonnable – en faveur de toute la famille » | 4 juillet 2017     | R       | ad hoc                                                                 |                   |                |                |
| « Oui à l'interdiction de se dissimuler le visage » | 15 septembre 2017  | O       | Comité d'Egerkingen                                                    | 7 mars 2021       | 51,2 (16 4/2)  | 48,8 (4 2/2)   |
| « Pour plus de transparence dans le financement de la vie politique (initiative sur la transparence) » | 10 octobre 2017    | Suspens | ad hoc                                                                 |                   |                |                |
| « Stop aux excès de Via sicura (Pour un régime de sanctions juste et proportionné) » | 6 novembre 2017    | NA      | ad hoc                                                                 |                   |                |                |
| « Pour des soins infirmiers forts (initiative sur les soins infirmiers) » | 7 novembre 2017    | O       | Association suisse des infirmières et infirmiers ASI                   | 28 novembre 2021  | 60,98 (20 5/2) | 39,02 (0 1/2)  |
| « Stop à l’îlot de cherté – pour des prix équitables (initiative pour des prix équitables) » | 12 décembre 2017   | R       | ad hoc                                                                 |                   |                |                |
| « Pour une eau potable propre et une alimentation saine » | 18 janvier 2018    | N       | ad hoc                                                                 | 13 juin 2021      | 39,32 (0 1/2)  | 60,68 (20 5/2) |
| « Pour une Suisse libre de pesticides de synthèse » | 25 mai 2018        | N       | ad hoc                                                                 | 13 juin 2021      | 39,44 (0 1/2)  | 60,56 (20 5/2) |
| « Pour une interdiction du financement des producteurs de matériel de guerre » | 21 juin 2018       | N       | GSsA et Jeunes verts                                                   | 29 novembre 2020  | 42,5 (3 1/2)   | 57,5 (17 5/2)  |
| « Pour une immigration modérée » (initiative de limitation) | 31 août 2018       | N       | UDC                                                                    | 27 septembre 2020 | 38,3 (3 1/2)   | 61,7 (17 5/2)  |
| « Fermer les centrales atomiques – assumer nos responsabilités envers l'environnement » | 17 novembre 2018   | NA      | ad hoc                                                                 |                   |                |                |
| « Priorité aux travailleurs en Suisse » | 14 décembre 2018   | NA      | ad hoc                                                                 |                   |                |                |
| « Oui à l’interdiction de l’expérimentation animale et humaine – Oui aux approches de recherche qui favorisent la sécurité et le progrès » | 18 mars 2019       | N       | ad hoc                                                                 | 13 février 2022   | 20,92 (0)      | 79,08 (20 6/2) |
| « Pour sauver des vies en favorisant le don d'organes » | 22 mars 2019       | R       | ad hoc                                                                 |                   |                |                |
| « Alléger les impôts sur les salaires, imposer équitablement le capital » (initiative 99 %) | 2 avril 2019       | N       | Jeunesse socialiste suisse                                             | 26 septembre 2021 | 35,12 (0)      | 64,88 (20 6/2) |
| « Pour un Parlement indépendant des caisses-maladie » | 4 avril 2019       | NA      | ad hoc                                                                 |                   |                |                |
| « Assurance-maladie. Pour une liberté d’organisation des cantons » | 4 avril 2019       | NA      | ad hoc                                                                 |                   |                |                |
| « Contre les exportations d’armes dans des pays en proie à la guerre civile (initiative correctrice) » | 24 juin 2019       | Suspens | ad hoc                                                                 |                   |                |                |
| « Désignation des juges fédéraux par tirage au sort (initiative sur la justice) » | 26 août 2019       | N       | ad hoc                                                                 | 28 novembre 2021  | 31,93 (0)      | 68,07 (20 6/2) |
| « Oui à la protection des enfants et des jeunes contre la publicité pour le tabac » (enfants et jeunes sans publicité pour le tabac) | 12 septembre 2019  | O       | ad hoc                                                                 | 13 février 2022   | 56,61 (14 2/2) | 43,39 (6 4/2)  |
| « Non à l’élevage intensif en Suisse (initiative sur l’élevage intensif) » | 17 septembre 2019  | N       | ad hoc                                                                 | 25 septembre 2022 | 37,1 (14 2/2)  | 62,9 (6 4/2)   |
| « Pour l’autonomie de la famille et de l’entreprise (initiative pour la protection de l’enfant et de l’adulte) » | 18 novembre 2019   | NA      | ad hoc                                                                 |                   |                |                |
| « Pour un climat sain (initiative pour les glaciers) » | 27 novembre 2019   | Suspens | ad hoc                                                                 |                   |                |                |
| « Prévoyance professionnelle – Un travail plutôt que la pauvreté » | 13 janvier 2020    | NA      | ad hoc                                                                 |                   |                |                |
| « Maximum 10 % du revenu pour les primes d’assurance-maladie (initiative d’allègement des primes) » | 23 janvier 2020    | Suspens | ad hoc                                                                 |                   |                |                |
| « Pour des primes plus basses. Frein aux coûts dans le système de santé (initiative pour un frein aux coûts) » | 10 mars 2020       | Suspens | ad hoc                                                                 |                   |                |                |
| « Contre le bétonnage de notre paysage (Initiative paysage) » | 8 septembre 2020   | Suspens | ad hoc                                                                 |                   |                |                |
| « Pour l’avenir de notre nature et de notre paysage (Initiative biodiversité) » | 8 septembre 2020   | Suspens | ad hoc                                                                 |                   |                |                |
| « Intégrer le signe distinctif de nationalité dans la plaque de contrôle (initiative sur les plaques de contrôle) » | 17 novembre 2020   | NA      | ad hoc                                                                 |                   |                |                |
| « Pour une démocratie sûre et fiable (moratoire sur le vote électronique) » | 23 novembre 2020   | NA      | ad hoc                                                                 |                   |                |                |
| « Pour une prévoyance vieillesse respectueuse de l’équité intergénérationnelle (prévoyance oui – mais équitable) » | 15 décembre 2020   | NA      | ad hoc                                                                 |                   |                |                |
| « Oui à l’abolition du changement d’heure » | 22 décembre 2020   | NA      | ad hoc                                                                 |                   |                |                |
| « Oui à plus de codécision de la population dans l’assurance-maladie et l’assurance-accidents » | 16 mars 2021       | NA      | Theres Schöni                                                          |                   |                |                |
| « Nouveau financement des soins. Baisser les primes d’assurance-maladie ! (initiative sur le financement des soins) » | 11 mai 2021        | NA      | ad hoc                                                                 |                   |                |                |
| « Mieux vivre à la retraite (initiative pour une 13e rente AVS) » | 28 mai 2021        | O       | Union syndicale suisse (USS)                                           | 3 mars 2024       | 58,24 (14 2/2) | 41,76 (6 4/2)  |
| « Oui à des rentes AVS et AI exonérées d’impôt » | 7 juin 2021        | NA      | ad hoc                                                                 |                   |                |                |
| « Aide sur place dans le domaine de l’asile » | 22 juin 2021       | NA      | ad hoc                                                                 |                   |                |                |
| « Pour une téléphonie mobile respectueuse de la santé et économe en énergie » | 29 juin 2021       | NA      | ad hoc                                                                 |                   |                |                |
| « Responsabilité en matière de téléphonie mobile » | 6 juillet 2021     | NA      | ad hoc                                                                 |                   |                |                |
| « Pour une prévoyance vieillesse sûre et pérenne (initiative sur les rentes) » | 16 juillet 2021    | N       | Jeunes libéraux-radicaux suisses                                       | 3 mars 2024       | 25,28 (0 0/2)  | 74,72 (20 6/2) |

## Initiatives populaires en cours
La liste ci-dessous présente toutes les initiatives fédérales en cours de récolte de signatures au 5 novembre 2021 :
- Initiative populaire « Vivre avec dignité - Pour un revenu de base inconditionnel finançable »
- Initiative populaire « Oui à des rentes pérennes et équitables (initiative générations) »
- Initiative populaire « Contre le F-35 (stop F-35) »
- Initiative populaire « Pour une économie responsable respectant les limites planétaires (initiative pour la responsabilité environnementale) »
- Initiative populaire « Oui à une monnaie suisse libre et indépendante sous forme de pièces ou de billets (l’argent liquide, c’est la liberté) »
- Initiative populaire « Pour des véhicules plus sûrs »
- Initiative populaire « Pour une imposition individuelle indépendante de l'état civil (initiative pour des impôts équitables) »
- Initiative populaire « Pour la liberté et l’intégrité physique »
- Initiative populaire « Versement de 7 500 francs à toute personne de nationalité suisse (initiative pour l'hélicoptère monétaire) »

### Légende
1. ↑  Pour les initiatives n'ayant pas abouti, la date correspond à celle du constat d'échec par la Chancellerie fédérale.
2. ↑  Les différents statuts sont :

  - A : Approuvée
  - D : Désapprouvée
  - N : Non (refusée en votation)
  - NA : Non aboutie
  - O : Oui (acceptée en votation)
  - R : Retirée
  - Suspens : en suspens devant les autorités (Conseil fédéral ou Parlement)
  - X : Annulée
3. 1 2  Le premier chiffre correspond au pourcentage de votants, le second entre parenthèses au nombre de cantons.